# Lingonsylt

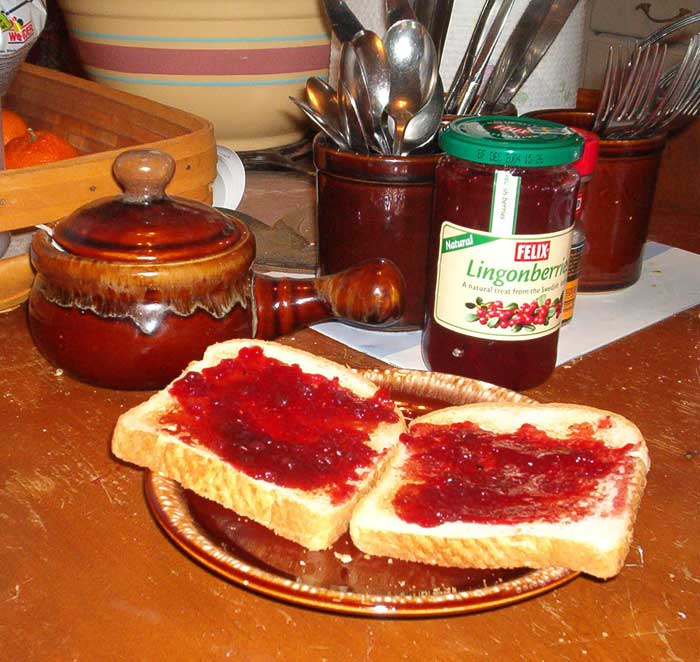
Smörgåsar med lingonsylt.

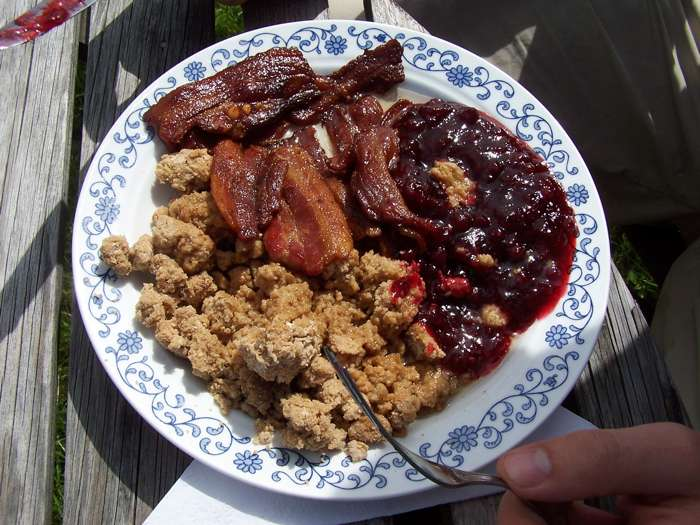
Motti med fläsk och lingonsylt.

Lingonsylt (på vissa dialekter i södra Sverige: krösamos eller krösemos) är en sylt som framställs av lingon som blandas med socker. Färdigköpt lingonsylt kan även innehålla vatten, förtjockningsmedel, citronsyra och konserveringsmedel.
Lingonsylt kan serveras till gröt eller filmjölk men också till flera lagade maträtter som köttbullar, blodpudding, pannkaka, raggmunk, kroppkakor/palt och renskav.

## Tillagning
Lingonen kan kokas med en liten mängd vatten varefter sockret tillsätts och efter ett uppkok skummas sylten och hälls på förvaringskärl. Lingonen innehåller mycket pektin och sylten gelear sig väl. Tillsats av konserveringsmedel är i regel onödigt i och med att lingon naturligt innehåller bensoesyra som har en konserverande effekt.
När man framställer rårörda lingon används en annan metod. De råa lingonen rörs då med sockret tills det är helt löst.